# Международное право и операция «Литой свинец»
Во время операции «Литой свинец» обе стороны конфликта неоднократно обвинялись в совершении военных преступлений.
Израиль обвиняется правозащитными организациями в непропорциональном использовании силы и в том, что не делал особого различия между гражданским населением и боевиками в ходе ведения военных действий. Среди обвинений в адрес Израиля — намеренные обстрелы гражданских лиц, использование живых щитов, намеренное и неоправданное с военной точки зрения уничтожение инфраструктуры, промышленности и жилых домов в секторе Газа, атаки на больницы, школы и объекты ООН, применение белого фосфора в густонаселенных кварталах. В ходе действий Израиля погибло более 1 400 человек. Из них от 500 до 700 представителей ХАМАС и палестинских полицейских и от 500 до 900 мирных жителей, среди которых сотни детей. Более 5 000 человек ранено.
ХАМАС обвиняется ООН и правозащитными организациями в целенаправленных обстрелах мирного израильского населения, как в течение операции, так и в течение 7 лет перед ней, в ведении боевых действий и запуске ракет из густонаселенных районов. Также Израиль обвиняет ХАМАС в использовании «живых щитов» и в ведении огня из школ и больниц, однако правозащитные организации и ООН, не отрицая такой возможности , не сочли необходимым поддержать эти обвинения. От действий ХАМАС погибло 3 мирных жителя Израиля, также в ходе операции погибло 10 военнослужащих, из них 4 от дружественного огня. Более 500 военнослужащих и мирных жителей были ранены.

## Отчет Армии обороны Израиля
По результатам операции и в свете многочисленных обвинений в свой адрес в совершение военных преступлений, ЦАХАЛ выпустил в июле 2009 детальный отчет «Операция в секторе Газа, 27 декабря 2008 г. — 18 января 2009 г. Фактологические и юридические аспекты». В нём обосновываются обвинения в адрес ХАМАС, приведены обстоятельства, заставившие ЦАХАЛ провести в секторе Газа антитеррористическую, по израильскому определению, операцию, «Литой свинец» и её результаты, дается анализ обвинений, предъявленных в адрес Израиля.

## Расследования ООН

### Комиссия Голдстоуна
12 января 2009 года Совет ООН по правам человека принял резолюцию S-9/1 в которой было принято решение «создать экстренную независимую международную комиссию по расследованию, с целью изучить все нарушения международных законов о правах человека и международных гуманитарных законов, совершенных оккупирующей державой, Израилем, против палестинского народа, особенно в оккупированном (согласно членам Совета) секторе Газа в связи с текущей агрессией и призывать Израиль не препятствовать расследованию и полностью сотрудничать с комиссией»".
В первом же разделе резолюции было заявлено :
- «1. (Совет)решительно осуждает продолжающиеся военные операции Израиля на оккупированной палестинской территории, в частности в оккупированном секторе Газа…».

Израиль полностью вышел из Газы ещё в 2005 году в рамках программы размежевания.
Позже ООН объявила, что целью комиссии будет расследование нарушений международных и гуманитарных законов в ходе конфликта, совершенное обеими сторонами (включая ХАМАС и другие палестинские группировки).
Главой комиссии был назначен южноафриканский судья Ричард Голдстоун, еврей по национальности, который по словам его дочери всегда был убежденным сионистом и испытывает к Израилю самые теплые чувства. В 1994—1996 годах Голдстон был главным прокурором на трибунале ООН по военным преступлениям в Руанде и бывшей Югославии.
Члены комиссии:
- профессор Лондонской школы экономики Кристин Чинкин, с декабря 2006 по сентябрь 2008 года участвовавшая в комиссии Совета по расследованию обстоятельств трагедии в Бэйт Хануне (англ. ), под руководством Десмонда Туту (англ. ), с которой Израиль также отказался сотрудничать после того, как ООН осудила Израиль ещё до начала расследования[9][10].
- Хина Джилани (Пакистан) — специальный представитель Совета с 2000 по 2008 год.
- Полковник Десмонд Трэверс (Ирландия) — член совета директоров Institute for International Criminal Investigations (IICI).

Власти Палестинской автономии и ХАМАС, по заявлению сотрудников комиссии, активно сотрудничали с ними, хотя комиссия и не встречалась официально с представителями руководства ХАМАС, поскольку ООН его не признает.
Израиль отказался от сотрудничества с комиссией, несмотря на её настойчивые просьбы, мотивируя это тем, что официальный мандат комиссии предусматривает лишь расследование действий израильской стороны. Вместе с тем постоянный представитель Израиля в ООН Посол Яар подчеркнул, что Израиль считает, что все потенциальные нарушения должны быть расследованы, а виновные — понести наказание, и будет проводить собственное расследование( pp. 570–571). См.также раздел «Отчет Армии обороны Израиля».
Членам комиссии не был разрешен въезд в Израиль, хотя её члены намеревались опросить жертв с израильской стороны, а также израильских военных и государственных деятелей. Израиль запретил членам комиссии проехать в сектор Газа через свою территорию, поэтому им пришлось ехать через Египет. Израиль также запретил членам комиссии въехать на оккупированный Западный берег реки Иордан, в результате чего с представителями Палестинской автономии им пришлось встречаться в Иордании. Один из палестинских свидетелей давших показания на слушаниях комиссии в Женеве был арестован израильтянами по возвращении в Палестину.
Согласно отчету, Израиль не ответил на список вопросов, который комиссия Голдстоуна направила правительству Израиля для прояснения израильской позиции по ряду обвинений и эпизодов.
Министр обороны Израиля Эхуд Барак высказывал сомнение в возможности эффективной работы комиссии, которая не сможет допросить палестинских «боевиков-ракетчиков». Сам Голдстоун после визита в Газу отметил, что свидетельские показания не могут быть 100-процентно надежными, так как представители ХАМАСа постоянно сопровождали членов комиссии. Согласно другим источникам, Голдстоун заявил, что высказования в прессе по поводу сопровождения представителями ХАМАСа его комиссии во время опроса свидетелей в Газе, являются безосновательными. «Я бы этого не позволил», заявил Голдстоун.
15 сентября 2009 года отчет комиссии Голдстоуна был опубликован. Комиссия сочла, что обе стороны конфликта совершали действия, которые могут быть квалифицированы как военные преступления, а возможно и как преступления против человечности. Отчет вызвал резко негативную реакцию официальных органов Израиля.
Параллельно с комиссией Голдстона, свой отчет (о «серьезных нарушениях прав человека на оккупированных палестинских территориях, в частности, из-за недавнего военного нападения Израиля на оккупированный сектор Газа») готовит верховный комиссар ООН по правам человека, Нава Пиллай (ЮАР). В докладе Израиль обвиняется в нарушении международных гуманитарных законов, прав человека, а блокада сектора определена как тактика коллективных наказаний, запрещенная Женевской конвенцией. Через день после его предварительного представления в августе 2009, посол Израиля в представительстве ООН в Женеве Аарон Лешко Яар заявил, что он был написан «под диктовку палестинцев» и «с целью ублажить подконтрольный арабам Совет по правам человека». Официально данный отчет был представлен совету 29 сентября 2009, вместе с отчетом Голдстоуна.

#### Отчет комиссии Голдстона
Название отчета: «Права человека в Палестине и на других оккупированных арабских территориях. Отчет комиссии ООН по расследованию конфликта в Газе».

##### Израиль
Оповещение гражданского населения
Комиссия признала, что Израиль, приложил «существенные усилия» для оповещения населения при помощи телефонных звонков, радиопередач и листовок, которые ряде случаев подтолкнули жителей к эвакуации из опасных зон. Вместе с тем, комиссия отметила ряд факторов, существенно снизивших эффективность предупреждений: предупреждения были недостаточно конкретными, вследствие чего они не вызывали доверия, в ряде случаев они содержали спорные указания, такие, как искать убежище в центре города — в то время как центр города также подвергался бомбардировке.
Комиссия также рассмотрела практику сброса небольших зарядов взрывчатого вещества на крыши домов, которая называется у израильтян «стук по крыше». По мнению комиссии, такой метод неэффективен в качестве предупреждения, и сам по себе представляет разновидность нападения(, p. 13).
Неразличение военных и гражданских целей
Комиссия считает, что Израиль не заботился о том, чтобы не подвергать обстрелу гражданских лиц, и в качестве примера приводит длящийся много часов обстрел комплекса ООН в Газе, в то время как там укрывались сотни гражданских лиц и имелось крупное хранилище горючего, о чём израильской армии было отлично известно. В этом обстреле, произошедшем 15 января 2009 года, использовались и снаряды с белым фосфором.
В тот же день израильтяне без всякого предупреждения атаковали больницу Эль-Кудс в Газе и станцию скорой помощи рядом с ней, применяя белый фосфор. Израиль утверждает что из больницы велся обстрел. Но комиссия ООН не нашла этому доказательств.
Непропорциональность
По мнению комиссии, Израильская армия применяла силу абсолютно непропорционально. Так, в Джабалии израильтяне обстреляли из минометов район школы ООН, в которой укрывалось 1300 беженцев. В результате 24 человека погибли. Комиссия не имеет доказательств, что в данном случае имели место обстрелы израильских войск из этого района, как утверждает Израиль. Однако, комиссия считает, что даже если бы такой факт был бы доказан, то это все равно не оправдывало бы действия Израиля, потому что опасность для гражданских лиц превосходила военную необходимость в ответном огне(, p. 14).
- (см. анализ Йонатана Халеви в разделе «Критика отчета» относительно обстрела 5.01 школы UNRWA «Al-Fakhura»)

Намеренные обстрелы заведомо гражданских лиц
Комиссия исследовала 11 случаев намеренной атаки израильских солдат на гражданских лиц без какой-бы то ни было военной необходимости. Она пришла к заключению, что в 10 случаях имел место намеренный обстрел заведомо гражданских лиц. Причем в одном случае речь идет о намеренном артобстреле дома, где израильские солдаты приказали укрыться мирным палестинцам, в результате погибло 24 человека. В других случаях речь идет об обстреле гражданских лиц с белыми флагами, пытающихся покинуть свои дома в поисках убежища. При этом зачастую палестинцы выходили из домов по приказу израильтян. Все описанные происшествия произошли в районах, полностью подконтрольных ЦАХАЛу и свободных от палестинских вооружённых группировок.
Комиссия особо подчеркивает, что она рассмотрела далеко не все известные случаи, а лишь характерные случаи, похожие на многие другие(, p. 15).
В докладе рассматриваются два случая обстрела мечети и поминального шатра, снарядами со шрапнелью в виде острых иголок (flechette), в результате погибло 20 человек. Оба объекта не представляли никакого военного значения.
- (см. анализ Йонатана Халеви в разделе «Критика отчета» относительно случаев обстрела мечетей)

Комиссия пришла к выводу, что намеренные обстрелы заведомо гражданского населения имели место. А это, согласно Четвёртой Женевской конвенции,- тяжкое военное преступление(, p. 16).
Использование особых видов вооружения
У комиссии имеются неопровержимые доказательства того, что Израиль использовал в Газе снаряды с белым фосфором и шрапнельные (флашетные) боеприпасы.
Оба вида вооружений разрешены международными соглашениями к применению, однако, комиссия считает, что они не предназначены к использованию в густонаселенных районах. Белый фосфор причиняет химические ожоги, которые плохо поддаются лечению и приносят сильные страдания. А шрапнель имеет большой радиус поражения и ставит под опасность жизни людей, не вовлеченных в конфликт(, p. 17).
Намеренное и неоправданное с военной точки зрения уничтожение жилых домов, промышленности и инфраструктуры
По мнению комиссии, в ходе операции Израиль наносил удары по промышленным объектам, инфраструктуре, гражданским объектам и жилым домам, причем целью ударов было разрушение этих объектов и ухудшение жизненных условий палестинского гражданского населения, а не военная необходимость.
Так, 9 января, после ложных предупреждений за день до этого, был нанесен удар по единственному мукомольному заводу в Газе. По данным комиссии, с территории завода палестинские силы не вели никаких боевых действий. Удар был нанесен по важнейшим механизмам, обеспечивающим работу завода. Это, по мнению комиссии указывает на то, что целью атаки было именно прекратить работу завода.
Израильские бульдозеры без какой-бы то ни было причины сравняли с землей птицеферму в южной Газе, убив более 30.000 кур. Ферма снабжала куриными яйцами 10 % жителей сектора. В первый же день атаки израильские самолёты разбомбили водозаборную станцию Namar Wells и уничтожили её без всякой военной необходимости. Был также, без объяснения причины, нанесен удар по канализационным отстойникам, в результате чего 200 000 кубических метров нечистот залили соседние палестинские поля.
Комиссия наблюдала в Газе огромные разрушения в жилом секторе. При этом часть домов была уничтожена артиллерией и авиаударами, но кроме того, множество домов было взорвано сухопутными силами уже после занятия территории и без какой-бы то ни было военной необходимости. Особенно много домов израильские войска уничтожили в последние три дня операции перед выходом из сектора, что свидетельствовало о желании израильтян нанести как можно больший вред палестинскому гражданскому населению.
Кроме того, израильская авиация уничтожила единственный цементный завод в Газе и ряд пищевых предприятий, по мнению комиссии, в рамках имеющейся у израильтян стратегии уничтожения промышленности и инфраструктуры сектора.
Массовые разрушения гражданских объектов, неоправданные с военной точки зрения, являются военным преступлением согласно Женевской Конвенции. Кроме того, уничтожение ключевых пищевых предприятий и объектов водоснабжения нарушает, по мнению комиссии, всеобщую конвенцию прав человека.
Использование палестинского населения в качестве живых щитов
Комиссия исследовала 4 случая использования палестинцев в качестве живого щита. Она пришла к выводу, что такие действия израильской армии представляют собой военное преступление.

##### Хамас
Ракетные и минометные обстрелы мирного населения
Комиссия пришла к заключению, что ракеты, и в меньшей степени минометные мины, целенаправленно используются палестинскими группировками для атак на гражданское население юга Израиля, что является военным преступлением и может быть расценено как преступление против человечности.
Комиссия отметила, что сравнительно низкое число жертв обстрелов объясняется, прежде всего, мерами, принятыми правительством Израиля (раннее оповещение, бомбоубежища), ценой огромных финансовых затрат. Однако комиссия выразила озабоченность тем, что в арабских израильских населенных пунктах недостаточно систем раннего предупреждения и бомбоубежищ (, рр.32-33).
Ведение боевых действий в густонаселенных районах
Комиссия пришла к выводу, что боевики ХАМАСа присутствовали в населенных районах во время боевых действий и запускали ракеты из населенных районов. Комиссия допускает, что палестинские боевики не всегда должным образом отличали себя от мирного населения. Комиссия не располагает никакими свидетельствами того, что боевики насильно направляли палестинское население к местам, из которых запускали ракеты, или насильно удерживали гражданское население в таких местах.
Комиссия не располагает подтверждениями того, что мечети использовались для военных целей, но и не исключает такую возможность.
Комиссия не нашла никаких доказательств, что боевики ХАМАС использовали в военных целях больницы, машины скорой помощи или объекты ООН. На основе собственного расследования и заявлений сотрудников ООН, комиссия исключает возможность того, что здания и сооружения ООН использовались боевиками как убежище, но не может сбросить со счетов возможность, что боевики действовали в непосредственной близости от них.
Комиссия, однако, считает, что ХАМАС вел боевую деятельность в густонаселенных районах и вблизи гражданских объектов, что, хотя и не запрещено законами ведения войны, все же ставило мирное население в опасность(, рр.12-14).
Политические репрессии, пытки и убийства гражданского населения
По мнению комиссии, ХАМАС в ходе операции совершал незаконные аресты несогласных со своей политикой мирных граждан, заключал их в тюрьму и жестоко обращался с ними.
Комиссия признала, что есть данные о злоупотреблениях со стороны служб безопасности ХАМАСа, о задержании без соблюдения юридически предписанных процедур. Многие лидеры движения «Фатх» на момент подготовки доклада по-прежнему содержатся в тюрьмах.
Также имеются данные о пытках во время задержания или допроса гражданского населения, включая избиения и использование электрического тока, а также политические убийства. Только за время операции «Литой свинец» ХАМАСом были убиты от 25 до 32 мирных жителей.

Сторонников «Фатха» избивали прямо в контролировавшемся Фатхом учреждении. Боевики начали избивать всех внутри, включая ребёнка, и выкрикивать оскорбления. Всех мужчин затем заставили выйти на улицу — туда, где их уже ждали другие — и начали избивать металлическими прутьями и прикладами.

Комиссия считает, что данные преступления со стороны ХАМАСа являются достоверными и не имеет никаких оснований сомневаться в их достоверности.
Комиссия считает, что действия членов ХАМАС описанные выше, представляют собой серьёзное нарушение прав человека, таких, как нарушение статьи 3 — в отношении права каждого человека на жизнь, на свободу и личную неприкосновенность, статью 5 — в отношении свободы от пыток и других жестоких, бесчеловечных или
унижающее достоинство обращение или наказание, статья 9 — о том, что никто не может быть подвергнут произвольному аресты и задержания; статьями 10 и 11, касающиеся права на справедливое и беспристрастное судебное разбирательство; и статья 19 — о свободе мнений и их выражения, включая свободу придерживаться своего
мнения без вмешательства извне.
Удержание в плену израильского гражданина Гилада Шалита
Комиссия признала, что ХАМАС удерживает в неволе израильского гражданина Гилада Шалита, захваченного 25 июня 2006 года в результате операции с переходом Израильской государственной границы.
Комиссия выразила озабоченность по поводу состояния здоровья и психологического статус Гилада Шалита после более чем трёх лет в плену, и призвала к его освобождению

#### Рекомендации комиссии
Комиссия рекомендовала Совету ООН по правам человека передать свой отчет на рассмотрение Совету Безопасности ООН, Генеральному Международному Прокурору по военным преступлениям и Генеральной Ассамблее ООН.
Миссия пришла к заключению что рассмотренные ей примеры действий Израиля и палестинских вооружённых группировок могут быть квалифицированы как военные преступления.
Рекомендации комиссии Израилю:
- Немедленно прекратить блокаду Газы, открыть переходные пункты на границе и позволить провозить в Газу питание и прочие материалы, включая строительные, необходимые для функционирования экономики сектора. А также позволить рыбакам из Газы ловить рыбу на расстоянии до 20 морских миль от берега, как это записано в норвежских соглашениях.
- Пересмотреть инструкции ведения боя таким образом, чтобы они удовлетворяли международному законодательству. Начать сотрудничать с Советом ООН по правам человека и другими органами ООН.
- Разрешить свободное перемещение палестинского населения в пределах оккупированных территорий, в том числе между Западным берегом Иордана и Газой. Не препятствовать выезду палестинцев за границу. Прекратить практику запретов на выезд палестинцам за их правозащитную деятельность и сотрудничество с правозащитными организациями.
- Освободить палестинских заключенных, арестованных в ходе оккупации и в первую очередь детей. Прекратить вмешиваться в внутрипалестинский политический процесс, освободить членов Палестинского национального совета, находящихся в заключении и позволить им свободное перемещение по территории автономии. Прекратить дискриминацию палестинских заключенных по сравнению с израильскими заключенными.
- Создать комиссию, которая оценила бы отношение израильских судебных властей к обвиняемым и подозреваемым в зависимости от национальности в отношении предъявляемых обвинений и назначаемых наказаний. Прекратить устраивать помехи правозащитным группам внутри Израиля, критикующим оккупацию и нарушение прав человека Израилем.

Рекомендации комиссии палестинским вооружённым группировкам:
- Уважать международное гуманитарное законодательство, в частности прекратить обстрелы мирных жителей и гражданских объектов.
- Освободить находящегося в плену израильского солдата Гилада Шалита, до освобождения — соблюдать его права военнопленного, в частности визиты сотрудников Красного Креста.

#### Реакция на отчет Голдстона

##### Обвинения в адрес Совета по правам человека ООН в предвзятости по отношению к Израилю
См. также: en:United Nations Human Rights Council#Accusations of bias against Israel.
Призыв к Израилю предпринять 99 шагов
9 декабря 2008 года, ещё до начала операции, ХАМАС, в отличие от Израиля, отказался продлить соглашение о прекращении огня на прежних условиях.
Хамас объявил, что вынудит Израиль согласиться на прекращение огня на своих условиях. Для продолжения перемирия группировка требовала полностью снять блокаду сектора Газа Израилем и Египтом, а также обязательства Израиля полностью прекратить военные операции в секторе Газа и на Западном берегу, заявив, что она жестко ответит на любое вторжение ЦАХАЛа в сектор Газа:
- "Израильтяне не способны ценить мир и не успокоятся, пока не прольется большая кровь… «ХАМАС будет сражаться с сионистским режимом до полного его (режима) уничтожения».

Несмотря на это, Совет по правам человека ООН, в рамках периодической проверки, которая проводится Советом раз в четыре года для всех стран, предложил Израилю предпринять 99 шагов. Среди них — полное прекращение изоляции сектора Газа и освобождение палестинских боевиков, осуждённых за терроризм и содержащихся в израильских тюрьмах.
В ходе обсуждения проблемы сектора Газа, выступили представители делегаций Сирии, Египта и Ирана, обвинившие Израиль в многочисленных нарушениях прав палестинцев. В ответ на это, представитель Израиля Лешно Яар заявил:
- «Газа стала очагом террора и стартовой площадкой для ракетных обстрелов. Более чем 200 ракет было выпущено по территории Израиля в течение последних 4 недель, после чего Израилю пришлось усилить блокаду сектора»[21].

Представители главного союзника Израиля, США, имеющих в Совете по правам человека статус наблюдателя слова не получили.
Специальный докладчик ООН по вопросу о правах человека на палестинских территориях Ричард Фальк, американский еврей и профессор международного права, назвал блокаду Израилем сектора Газа под управлением ХАМАСа «преступлением против человечества» и заявил, что это «преступление должно быть расследовано Международным уголовным судом». Фальку ещё в апреле 2008 года было отказано во въезде в Израиль после того, как он сравнил политику израильтян в отношении палестинцев с нацистской. МИД заявил, что не позволит Фальку въезд в Израиль, а также на палестинские территории до того, как на заседании Совета, намеченном на сентябрь 2008 года, Израиль потребует расширить мандат Фалька и обязать его расследовать также нарушения прав израильтян, допущенные палестинской стороной.
Обвинения в чрезмерном внимании совета к палестино-израильскому конфликту
С момента его создания в 2006 году, Совет провёл три сессии, посвященные «обращению Израиля с палестинцами». Согласно представителю Израиля, результатом этих сессий стало постоянное направление в Израиль следователей по правам человека (8 только за последние три года).
Обвинение мандата комиссии в односторонности
Первоначально роль главы комиссии по расследованию правонарушений в ходе войны в Газе была предложена Мэри Робинсон, бывшей Верховным комиссаром ООН по правам человека, но она отказалась возглавить миссию, заявив, что «последняя руководствуется не правами человека, а политическими соображениями». Согласно МИД Израиля: «Предвзятый характер мандата миссии по расследованию в секторе Газы и резолюции по его принятию, стали серьёзной причиной для беспокойства, как в Израиле, так и во многих странах, входящих в Совет, включая государства-члены Европейского союза, Швейцарию, Канаду, Корею и Японию, которые отказались его поддержать».

##### Критика отчета

###### Ричард Голдстоун
Спустя полтора года после публикации отчета, Ричард Голдстоун написал 2 апреля 2011 года в своей статье в Washington Post: «Если бы я знал тогда, что я знаю теперь, Отчет Голдстоуна был бы другим документом». Среди прочего, Голдстоун отказался от обвинений Израиля в том, что он преднамеренно выбирал целью гражданское население и сказал, что было ошибкой просить ХАМАС проводить расследование собственных действий.

###### Израиль
После публикации отчета МИД Израиля заявил:
Израиль потрясен и разочарован отчетом Комиссии ООН по расследованию действий Армии обороны Израиля в секторе Газа, опубликованном 15 сентября 2009 года. В отчете полностью игнорируется право Израиля на самозащиту, выдвигаются необоснованные претензии к его намерениям и бросается вызов израильским демократическим ценностям и правопорядку.
Лауреат Нобелевской премии мира, президент Израиля Шимон Перес назвал отчёт Голдстоуна насмешкой над историей. «Любая война — преступление. Агрессор — преступник. У обороняющейся стороны нет иной альтернативы», — сказал Перес, подчеркнувший, что война была развязана террористической организацией ХАМАС.
Глава правительства Израиля Биньямин Нетаниягу заявил, что отчет комиссии является «призом террору».
В выступлении на Генеральной Ассамблее ООН 24 сентября 2009 года Нетаниягу сказал:
«С 2000 года ХАМАС обстреливает ракетами из Газы наши населенные пункты. В 2005 году Израиль в одностороннем порядке покинул Газу. Мы ликвидировали 21 цветущее поселение и эвакуировали 8000 израильтян. Это была трагедия. Но мы пошли на это в надежде, что так достигнем мира. Но вместо мира мы получили созданный в Газе иранский террористический форпост, и это всего в 50 милях от Тель-Авива. Ракетные атаки против Израиля не только не прекратились, но и усилились. А что же ООН? Она молчала.

В конце концов, мы вынуждены были нанести удары по террористам в секторе. Мы старались действовать так, чтобы избежать жертв среди мирного населения сектора. Мы рассылали десятки тысяч SMS, разбрасывали сотни тысяч листовок и предупреждали граждан о необходимости покинуть места, откуда террористы запускали ракеты. Но террористы упорно продолжали использовать жителей Газы как живой щит, ХАМАС и другие группировки держали свои пусковые установки в школах, больницах и в мечетях, прятали в автомобилях „скорой помощи“. 

Вы помните, что сделали США и Великобритания в ответ на агрессию нацистской Германии?.. В отчете комиссии Голдстона говорится, что армия обороны Израиля совершила в Газе военные преступления. По такой логике и Черчилля с Рузвельтом мы обязаны назвать военными преступниками.

ООН должна решить: она принимает этот фарс, который подготовила комиссия Голдстона или отвергает его. Если ООН признает отчет, это будет означать: вернулись те постыдные для Объединённых Наций дни 1975 года, когда ООН постановила считать сионизм разновидностью расизма. Это будет означать также, что существование ООН потеряло всякий смысл и значение».
Министр иностранных дел Израиля Авигдор Либерман заявил, что отчет комиссии ООН под руководством судьи Ричарда Голдстона в отношении военных действий на территории сектора Газа во время проведения антитеррористической операции «Литой свинец» политизирован и тенденциозен, комиссия ООН была организована для того, что обвинить Израиль в совершении военных преступлений, а её выводы были известны ещё до начала работы.
Начальник генерального штаба Израиля Габи Ашкенази в ответ на публикацию отчета заявил, что в смерти гражданских лиц сектора Газа виновен ХАМАС, который сначала обстреливал Израиль, вынудив его начать военную операцию, а потом прикрывался мирными жителями как «живым щитом».
По словам зам. министра иностранных дел Израиля Дани Аялона,
- "Комиссия обманула надежды тех израильтян, кто надеялся на то, что полностью уйдя из Газы, превратившейся после этого в форпост Ирана на его гранце, Израиль получит поддержу мирового сообщества в своем законном праве на самозащиту. Результатом же решений Совета и его Комиссии стала реализация их «ночного кошмара», «осуждение жертвы», нежели ХАМАСа — истинного виновника военных преступлений в Газе.
- Осуждаемые до и проклинаемые после вывода поселений из Газы (разделившего израильское общество), они спрашивают себя: «А нужна ли была эта жертва»?

###### Другие государства,СМИи независимые эксперты
См. также:
- United Nations Human Rights Council#Accusations of bias against Israel#Gaza report
- United Nations Fact Finding Mission on the Gaza Conflict
- The Goldstone Inquiry: The UN Blood Libel; Articles and Reports: Responding to the UN Libel, eyeontheun.org, January 11, 2010

Госдепартамент США заявил: «хотя отчет упоминает обе стороны конфликта, но самым очевидным образом он сосредоточен на одной стороне — Израиле. Если авторы отчета делают далеко идущие выводы относительно нарушения Израилем законов ведения войны, то относительно руководства ХАМАСа таких выводов не делается».
Тридцать канадских адвокатов, представляющих крупные юридические компании и правозащитные организации страны, подали протест против отчета комиссии Голдстона о расследовании «израильских преступлений» во время антитеррористической операции «Литой свинец» в секторе Газа. В письме адвокатов подчеркивается, что в комиссию Голдстона входит профессор Лондонской школы экономики Кристин Чинкин, которая объявила Израиль виновным в военных преступлениях задолго до проведения расследования. Кристин Чинкин заявила, что не приемлет аргументы израильского правительства, утверждавшего, что действует из соображений необходимой самообороны.
Английская газета «Экономист»: «отчет комиссии Голдстона, которая была назначена Советом по правам человека ООН для расследования „израильских преступлений“ в Газе, „порочен в своей основе“ и „заражен предрассудками“».
Ари Шавит из «Хаарец» пишет, что никто не знает, когда вспыхнет следующая война: через десять лет, через год, или в следующем месяце… Но у неё уже есть имя: «Война Голдстона».
Полковник запаса ЦАХАЛя Йонатан Халеви (Jonathan Halevi), произвел подробный анализ подхода комиссии и нескольких эпизодов обвинения, в том числе и на основании публичных слушаний комиссии. Согласно его анализу, члены комиссии не выясняли всех необходимых обстоятельств, и, соответственно, пришли к ложным выводам.
В частности, он пишет, что члены комиссии не задавали свидетелям таких вопросов, как:
- Запускались ли ракеты в направлении израильских населенных пунктов из жилых районов?
- Подвергались ли минометным обстрелам со стороны боевиков, палестинские районы, когда внутри них или в непосредственной близости действовали силы Цахаля ?
- Запускались ли противотанковые ракеты, и открывался ли огонь из др.видов стрелкового оружия в направлении палестинских зданий в секторе Газа, если были подозрения, что туда введены силы Цахаля, несмотря на присутствие палестинских гражданских лиц в этих районах или вблизи их?
- Захватывались ли частные дома, чтобы заманить в засаду силы Цахаля?
- Устраивались ли в зданиях бомбы-ловушки до и во время войны и взрывались ли они?
- Устанавливались ли возле зданий взрывные устройства различных типов, уничтожающие живую силу и транспортные средства, около зданий и взрывались ли они?
- Подвергались ли силы Цахаля стрельбе из легкого и тяжелого стрелкового оружия из укрытия в пределах палестинских жилых районов?

В соответствии с тем, что было опубликовано на сайте ООН, ни одно из утверждений комиссии не касалось хотя бы одного случая наличия вооружённых палестинцев, или их же, запускающих ракеты в направлении Израиля, или обстреливающих силы АОИ, действующих в секторе Газа. 

Не было серьёзного обсуждения случаев палестинского «дружественного огня», которое происходит даже в самых дисциплинированных армиях, так что можно только догадываться, как много палестинцев погибло от такого огня…
Материалы комиссии и принятые ей свидетельства палестинцев, в том числе и ответственных чиновников администрации ХАМАСа и в отношении отстствия террористов среди погибших, противоречат данным, собранным им по материалам арабских интернет-СМИ, касающимся тех же эпизодов и мест инцидентов. Более подробно его данные представлены в тексте в связи с конкретными эпизодами.
Халеви отметил, что если бы палестинские «свидетели» были подвергнуты перекрестному допросу, достоверность их показаний едва ли подтвердилась.
Кроме того, Халеви отметил неполноту информации, собранной в частности НГО Бецелем, как в случае с Meisa al-Samouni, которая не сообщила активистам Бецелема, что её погибший 5/11 муж принадлежал к террористической организации «Палестинский исламский джихад».
Между тем, данные Бецелема, равно как и «en:Breaking the Silence» и материалы «Разговоров бойцов» (см. ниже), активно использовались комиссией.
В случае обстрела 5.01 школы UNRWA «Al-Fakhura» (с.с.185-198) в Отчете приведены, в частности, свидетельства Mohammed Fuoad Abu Askar. Упомянуто также, что он привлекался к ответственности, как активист ХАМАСа в 1992 году. Про нынешнюю его деятельность сообщается ещё только, что он продолжает своё образование на соискание PhD в Сирии. Согласно его свидетельствам, в окрестности школы не было вооружённых людей.
Согласно же анализу Халеви, выполненному по его словам на основании свободных источников, Mohammed Fuoad Abu Askar, как и его сын Khaled, погибший вблизи школы Al-Fakhura, играли активную роль в бригадах «Изз ад-Дин аль-Кассам», а в окрестности школы были вооружённые террористы. Кроме упомянутого Khaled, Халеви приводит список ещё шести террористов, погибших в районе школы, равно как и других, мирных жителей, погибших в результате обстрела. В самой школе жертв не было.
Халеви проанализировал случаи обстрелов мечетей, например обстрел мечети al-Maqadmah, 3.01.2009 (15 погибших), и других, в том числе и на основании публичных слушаний комиссии. Согласно Отчету (с.233 и ниже) и слушаниям, среди свидетелей были члены семьи al-Salawi (в отчете) или al-Silawi (у Халеви), в том числе и Mouteeh al-Silawi, который, по его словам, вел службу во время предполагаемой атаки. Он утверждал, что военной активности в районе мечети во время атаки не было. Члены комиссии, опрашивая свидетелей, не задали вопросов о наличии вооружённых людей, боевиков ХАМСАСа или бригад «Изз ад-Дин аль-Кассам» в мечети, и их же среди погибших (включая членов семьи al-Silawi)… Всем этим существенным по мнению Халеви обстоятельствам места в Отчете не нашлось.
Между тем, согласно анализу свободных палестинских источников, проведённому Халеви, и приведённому им списку, среди погибших было как минимум семь террористов, в том чиле и члены семьи al-Silawi — из бригад «Изз ад-Дин аль-Кассам».
Согласно тем же источникам, ХАМАС использовал мечеть в качестве места встреч боевиков для координации их действий против ЦАХАЛя.
Профессор юстиции университета Бар-Илан Ави Белл комментирует показания палестинцев так: «Зачастую люди не видели то, что они думают, что видели. Люди не помнят то, что им кажется, что они помнят. Тем более, что эти свидетели живут в условиях тоталитарного общества и под постоянным запугиванием. Они живут на территории, где длительное время идут военные действия и настроены крайне враждебно по отношению к другой стороне». По мнению профессора, подобные «показания» не могут быть приняты судом.
Врач резервист Давид Цанген (David Tzengen) в своем открытом письме Голдстону, призывает его тщательно перепроверить данные, полученные от палестинцев. Он напоминает о мифической «резне в Дженине» (англ. ) в 2002 году во время операции «Защитная стена» (англ. ), когда главврач больницы Дженина Abu — Ghali стал источником лживой информации о якобы «бойне, в которой погибло пять тысяч человек».
Эту информацию подхватили в том числе CNN International, BBC, Тайм, Международная Амнистия, Human Rights Watch и другие. На деле же, оказалось, что во время боя в Дженине, в котором принимал участие и Цанген, погибло 52 араба и 23 солдата ЦАХАЛЯ.>
Полковник запаса Ричард Кемп (англ. ), бывший командующий английских вооружённых сил в Афганистане, выступая на специальной сессии Совета в октябре 2009 года от имени организации UN Watch, сказал, что Хамас — «специалист в постановке и искажении инцидентов». Кемп заявил, что Цахаль во время операции в Газе «сделал, чтобы обеспечить права граждан в зоне военного конфликта, больше, чем любая армия в военной истории», и что жертвы среди мирных жителей являются следствием тактики ХАМАСа, включающей использование живых щитов и умышленно приносящей в жертву своих граждан….
Генерал-майор запаса Джим Молан (англ. ) из Австралии, руководитель оперативного отдела международных сил в Ираке в 2004—2005, заявил, что «отчет Голдстона — всего лишь мнение группы людей, вынесших приговор на основании ограниченного доступа к фактам, и отражает только их собственные предрассудки. Как у солдата, воевавшего с подобным ХАМАСу противником, и решавшего задачи, возможно похожие на те, которые решали израильские командиры, мои симпатии на стороне израильтян. Но как мне кажется, выражая это мое предубеждение, я более честен, чем Голдстон, который, похож на судью, выразившего свои предупреждения в виде не базирующегося на фактах решения. Все сводится к равной степени скептицизма: если отвергаешь все, что исходит от Израиля, то не имеешь права верить всему, что говорится ХАМАСом».
3 ноября 2009 года Палата представителей Конгресса США большинством голосов приняла резолюцию, осуждающую отчет комиссии ООН под руководством судьи Голдстона, как «откровенно пристрастный» и «не заслуживающий дальнейшего обсуждения». За данную резолюцию проголосовали 344 конгрессмена — против были лишь 36. Аргументацией оппонентов резолюции было то, что в случае её принятия роль США как посредника в ближневосточном урегулировании может быть поставлена под сомнение.

###### Правозащитные организации
Правозащитная организация «Бецелем» выступила на стороне Израиля, осудив отчет комиссии Голдстона.

Директор «Бецелем» Джессика Монтелл обвинила комиссию ООН по правам человека под руководством Ричарда Голдстоуна в предвзятости и фундаментальной ошибочности выпущенного ею доклада.

Рассмотрев доклад Голдстона, Джессика Монтелл заявила, что у неё создается ложное впечатление, «будто бы израильская армия в основном атаковала мирных жителей сектора Газа, нежели ХАМАС». Также комиссия и не подумала осудить ХАМАС за использование своих граждан в качестве «живых щитов».

###### Хамас
ХАМАС также отверг доклад Голдстона. Официальный представитель организации заявил, что доклад несправедлив. Представитель группировки Исмаил Радуан заявил, что доклад не сбалансирован и полностью искажает действительность.
Глава правительства ХАМАСа в секторе Исмаил Хания отметил:

Нельзя сравнивать те самые простые возможности, которые имели бойцы сопротивления, с колоссальной военной силой Израиля.

В ответ на выдвинутые в адрес ХАМАСа подозрения Хания сказал: «международный закон подтверждает наше право на самооборону».

##### Поддержка отчета
Правозащитные организации Международная Амнистия и Human Rights Watch призвали ООН выполнить рекомендации доклада. 9 израильских правозащитных организаций, включая Бецелем, призвали израильское правительство исследоваить обвинения, представленные в докладе.
Хотя ХАМАС, как и Израиль, официально отвергает отчет из-за критики в свой адрес, приняв только ту его часть, где речь идет об обвинениях в адрес Израиля, премьер-министр «правительства ХАМАСа» в Газе Исмаил Хания в одном из выступлений призвал мировые державы поддержать отчет комиссии Голдстоуна.

### Жалоба в Международный уголовный суд
3 апреля 2012 года главный прокурор международного уголовного суда в Гааге отклонил жалобу, поданную Палестинской автономией в январе 2009 года, на Израиль за «военные преступления», совершенные во время операции «Литой свинец».
Поводом для отклонения жалобы стал довод, согласно которому только государства имеют право подавать жалобы в международный суд. «Статус Палестины, на данный момент, это всего лишь наблюдатели, но не полноценные члены ООН», — говорится в решении генерального прокурора.

### Другие расследования ООН

#### Обвинения в адрес Израиля в обстреле объектов ООН
Специально образованная комиссия ООН по расследованию атак Израиля на объекты ООН обвиняет Израиль в обстреле гуманитарных объектов этой организации в ходе операции. Расследование проведённое ООН возлагает на Израиль ответственность за 7 подобных нападений. 6 января израильтяне обстреляли школу UNRWA в Джабалии, где в этот момент укрывались сотни палестинских беженцев. Израильские снаряды разорвались непосредственно рядом со зданием, в результате чего погибло более 30 человек (вне здания школы). Обстрелы зданий ООН Израильтянами повлекли жертвы среди мирных граждан и в других местах. ООН потребовала от Израиля 11 миллионов долларов в качестве компенсации материального ущерба. Изначально Израиль отверг все претензии, назвав доклад односторонним. Однако в начале 2010 года Израиль согласился уплатить ООН 10 миллионов долларов, заявляя, что ущерб, причиненный объектам ООН был не намеренным и описывая выплату компенсации как «жест доброй воли».

#### Обвинения в адрес ХАМАСа в использовании «живых щитов»
Через короткое время после окончания операции, 6 февраля 2009 года, специальный эмиссар ООН по проблемам детей и вооружённых конфликтов Радика Кумарасвами заявила, что ООН готова признать использование детей со стороны Хамас в качестве живого щита. Кумарасвами подчеркнула, что её представители не сталкивались с этим явлением непосредственно, однако они не могут отрицать, что его не существовало. Было обещано что свидетельства израильских военных будут включены в официальный отчет. Однако позже опубликованные отчеты о расследованиях ООН о войне в Газе подобных обвинений в адрес ХАМАС не содержат.

#### Обвинения в адрес ХАМАС в разграблении гуманитарной помощи
Через короткое время после окончания операции, ООН впервые признала тот факт, что ХАМАС занимается разграблением гуманитарных грузов и конфискует гуманитарную помощь для гражданского населения Газы. В ответ на это ООН временно прекратила поставку гуманитарной помощи.

## Обвинения со стороны правозащитных организаций и прессы

### Обвинения в адрес Израиля

#### Обстрелы густонаселенных районов и убийства мирных жителей
Газета Гардиан утверждает, что согласно проведённому ей расследованию, Израиль обстреливал ракетами с точным наведением и из танков гражданские строения. Именно это по данным газеты привело к высокому количеству жертв среди палестинского мирного населения.
В докладе организации Международная Амнистия описан ряд случаев, когда, гражданские лица, включая женщин и детей, не представляющие опасности для войск, были расстреляны с близкого расстояния, когда они пытались бежать домой ища убежища. В докладе говорится, что характер ведения Израилем военных действий и высокое количество погибших гражданских лиц "демонстрировали примеры безответственного руководства, пренебрежение к жизням и имуществу гражданских лиц, и стойкий отказ различать между военными целями и гражданскими лицами или объектами. 

В докладе в частности в подробностях описан случай, как израильские солдаты приказали палестинской семье использовать один из домов в качестве убежища, после чего этот дом был обстрелян из артиллерии, в результате чего 21 человек погиб. Также описан случай, как был обстрелян дом палестинского врача, который много лет работал в Израиле и считался примером мирного сосуществования евреев и арабов. Три его дочери были убиты.

##### C использованием беспилотных летательных аппаратов
По данным газеты Гардиан, основанным на показаниях палестинцев, с израильских беспилотных самолетов, оснащенных современной оптикой (способной различать детали одежды) и управляемых на расстоянии из тыла, наносились направленные удары противотанковыми снарядами по мирным жителям. В результате таких ударов по утверждению газеты погибло 48 гражданских лиц. Газета представляет версию о целой семье — муже, жене и детях, практически полностью уничтоженной, по утверждению газеты, таким способом, в то время, когда семья пила чай во дворе.
Выжившая после атаки 17-летняя Фатея, принадлежащая к этой семье вспоминает:

Камни, пыль, огонь… Очень сложно… Как бы я не старалась, я все равно не смогу объяснить вам мое состояние, когда собирала куски тел моей погибшей семьи. Я была не в состояние принять это, конечности и куски плоти везде вокруг меня. Что мы сделали, что бы заслужить это?

Её дядя, также избежавший гибели так как зашёл на минуту в дом, сказал

Вам сложно представить ситуацию: семья сидит вокруг стола, а потом, в течение секунд, они были разорваны на куски. Даже на следующий день мы находили конечности и куски тел на крыше, руки и ноги.

Если в данном случае речь идет о гибели 10 членов семьи Banar (Sajaiya, 16 January), то в отчете ЦАХАЛя «THE OPERATION IN GAZA: FACTUAL AND LEGAL ASPECTS» он указывается в числе тех, по которым расследование ещё не закончено.
О том, что Израиль атаковал гражданских лиц ракетами с беспилотных самолетов (БПЛА), утверждается также в докладе правозащитной организации Human Rigts Watch. Доклад основан на показаниях палестинцев, исследовании мест падения снарядов, изучение прессы, в том числе пресс релизов ЦАХАЛа, а в одном из случаев на видеосъемке ракетного удара, распространенного пресс службой ЦАХАЛа. Исследование мест падения ракет, баллистическая экспертиза и анализ фрагментов снарядов подтверждали, что в этих местах были использованы ракеты Спайк, которыми были оснащены израильские БПЛА. В докладе Human Rigts Watch приводятся данные о 48 гражданских лицах, убитых при помощи БПЛА, однако организация утверждает, что их число больше. Такие же обвинения повторила и Международная Амнистия.

#### Использование «живых щитов»
Газета The Guardian, в другом своем расследовании, рассказывает о том, как 3 палестинских подростка были, по их утверждению, захвачены израильскими солдатами и использовались ими в виде «живого щита». Подростки утверждают, что солдаты прикрывались ими при зачистке домов, пуская их впереди себя, а также пускали их перед танком, что бы избежать обстрела со стороны ХАМАСа.. Ни в статье, ни в фильме, представленных газетой, нет доказательств, подтверждающие версию подростков кроме их собственных показаний. Там же приведено мнение ЦАХАЛа, категорически отрицающего применение этой практики.
Правозащитная организация «Международная Амнистия» в своем докладе также обвиняет ЦАХАЛ в использовании живых щитов. По её данным израильтяне запрещали палестинцам, в том числе детям покидать дома, где размещались израильские боевые позиции. Также палестинские гражданские лица, включая детей, использовались для исследования предположительно заминированных мест.. Подобные обвинения выдвигает и специальный посланник генсекретарая ООН по защите детей в вооружённых конфликтах.
ЦАХАЛ в своем отчете «THE OPERATION IN GAZA: FACTUAL AND LEGAL ASPECTS», представленном в июле 2009, категорически отрицает эти обвинения, и — со своей стороны, обвиняет ХАМАС в систематическом применении подобной практики (см. раздел «(5) Blending in with Civilians and Use of Human Shields»). В октябре 2010 года израильским судом были осуждены два солдата ЦАХАЛа, которые использовали палестинского ребёнка для исследования подозрительных предметов (см.ниже).
Однако, несмотря на утверждения Израиля, что ХАМАС систематически прибегал к этой практике и насильно удерживал гражданских лиц в домах, из которых вел огонь, правозащитники организации «Международная Амнистия» утверждают, что ими не найдено никаких доказательств применения боевиками ХАМАСа тактики «живых щитов».

#### Обстрелы больниц, машин скорой помощи и прочих гражданских объектов
Газета Гардиан и другие источники описывают многочисленные случаи, когда от огня израильской армии погибали палестинские врачи. Всего во время операции было убито 16 врачей, почти все из них в результате израильских обстрелов, в то время когда пытались эвакуировать раненых. Согласно данным ВОЗ, во время проведения операции израильской армией пострадали 27 госпиталей и 46 клиник, причем две из них были полностью разрушены. По свидетельствам палестинских медиков, были случаи использования машин скорой помощи в качестве живых щитов израильской армией. Международный Красный Крест утверждает, что Израиль обстрелял его автоколонну, везшую раненых в Египет.
Международная Амнистия обвиняет армию Израиля в том, что она часто затрудняла доступ медицинской помощи к раненым, что привело к потере человеческих жизней. Израильская правозащитная организация «Врачи за Права Человека» (ВЗПЧ) обвинила ЦАХАЛ в том, что он не только не эвакуировал раненых гражданских лиц из зоны боев, но и препятствовал доступу к ним палестинских медиков, такая ситуация продолжалась в течение дней, во время которых раненые иногда не получали воды и питания. В ответ на заявление ЦАХАЛа о том, что «боевики Хамаса систематически использовали медицинские транспортные средства, средства и униформу в целях сокрытия и маскировки террористической деятельности», представитель ВЗПЧ сказал, что ему неизвестно ни об одном таком случае.
Пресс-секретарь ЦАХАЛа также заявил, что армии было дано указание «действовать с величайшей осторожностью, чтобы не причинить вред медицинских средствам и учреждениям». В соответствии с этим, в ряде случаев армия воздерживалась от проведения операций в связи с наличием медицинские группы и транспортные средства.
В августе 2009 года Министерство обороны Израиля опубликовало отчет, анализирующий и предъявленные обвинения. Так, ответственность за препятствия в эвакуации раненных возлагается на ХАМАС, который отказался сотрудничать с отделом по координации по транспортировке раненых в Израиль.
- «Это произошло, несмотря на многочисленные запросы отдела по координации», — говорится в отчете.

Опровергается также информация ВПЗЧ о том, что КПП Эрез был закрыт для эвакуации на время операции: несколько сот иностранцев смогли покинуть Газу через него.
На обвинение об убийстве 16 медработников было приведено заявление ХАМАСа, опубликованное на связанных с этой организацией сайтах, что 9 из 16 убитых были оперативники ХАМАСа. Кроме того, на сайтах ХАМАСа появились фотографии этих самых медработников с автоматами Калашникова и РПГ. На утверждение ВЗПЧ о том, что система здравоохранения сектора Газа просто «рухнула» во время операции, и врачи не могли оказывать пострадавшим должную медицинскую помощь, Минобороны цитирует отчет ВОЗ, в котором говорится, что система здравоохранения в Газе продолжала функционировать во время войны.
- «Недостатка в медикаментах, оборудовании и перевязочных материалах не было, а больницы никогда не были заполнены больше, чем на 75 %.»
- «Во время операции в сектор Газа было завезено беспрецедентное количество медикаментов, медицинского оборудования и перевязочных материалов»[72][73].

В отчете приведен случай, утверждения ВЗПЧ о том, что
- «отец семейства, Махмуд Шураб, и двое его сыновей погибли от автоматной очереди, когда отправились на машине за гуманитарной помощью. Один сын погиб на месте, другой скончался от потери крови. Отец утверждал, что сын кричал и просил вызвать машину скорой помощи, а солдаты оскорбляли его и угрожали застрелить его, если он не бросит сотовый телефон».

В ответ Минобороны заявило, что ЦАХАЛ провёл тщательное расследование инцидента и выяснил, что
- «в 14:35, через полчаса после перестрелки, ЦАХАЛ получил запрос, чтобы разрешить машине скорой помощи приехать на место происшествия для эвакуации раненых. После координации с ХАМАСом скорая помощь прибыла на место в 15:37, но семью найти не могла…»
- «Очень жаль, что все эти усилия прошли мимо […] „Врачей за права человека“, — говорится в отчете. — К сожалению, они предпочли зафиксировать односторонние и лживые утверждения и представить ложную версию событий, которая неточно рисует гуманитарную ситуацию в секторе Газы».[72][73].

«Врачи за права человека» отчетом Минобороны удовлетворены не были, и продолжают настаивать на достоверности приведённых ими данных.

#### Подозрения в намеренном разрушении домов, предприятий и общественных зданий
Организация «Международная Амнистия» полагает, что во многих случаях разрушение домов, предприятий и общественных зданий было намеренным и бессмысленным с военной точки зрения.
За 22 дня операции в секторе Газа было разрушено тысячи зданий. В районах, где сухопутные войска Израиля и ХАМАС вели боевые действия, были разрушены целые кварталы. Организация «Международная Амнистия» высказала предположение, что часть зданий минировалась перед уничтожением, для этого израильским солдатам необходимо было покидать бронированные машины. Это, по мнению Международной амнистии, свидетельствовало о том, что из здания по солдатам огонь не велся и опасности они не представляли.
Согласно отчету Международного комитета Красного Креста, опубликованному в июне 2009 года, тысячи палестинских семей, лишившихся своих домов в ходе военной операции, до сих пор не имеют крыши над головой. Ситуация усугубляется тем, что из-за израильской блокады в секторе Газа нет цемента и металла, необходимых для строительства, и дома восстановить невозможно.
Всего за 22 дня операции в секторе Газа было разрушено около 14000 жилых домов, 219 предприятий и 240 школ.
Представители Армии обороны Израиля заявили, что они действовали в соответствии с нормами международного права в ходе конфликта и здания были разрушены в соответствии с военными оперативными нуждами. Здания уничтожались в случаях, если в них были установлены мины-ловушки, либо они были расположены над туннелями, либо из них был открыт огонь в направлении солдат ЦАХАЛа.
Представитель Израильского правительства Марк Регев сказал по данному поводу:

Мы старались быть по хирургически аккуратными, насколько это возможно для человека в трудной боевой обстановке.

#### Применение белого фосфора
В ходе и после операции пресса и правозащитные организации обвинили Израиль в использовании «белого фосфора» против гражданского населения Газы.
Пресс-служба ЦАХАЛа заявила, что армия применяет фосфор в полном соответствии с международным законом, строго соблюдая нормы военных действий.
По словам Красного Креста, сам факт применения ЦАХАЛом фосфорных бомб в ходе операции в секторе Газа не является противозаконным. Применение фосфорных снарядов для освещения и создания дымовой завесы вполне легитимно. Красный крест претензий по этому поводу не предъявлял..
Однако в отчетах правозащитных организаций говорится что фосфорные снаряды применялись при стрельбе по жилым домам.
В частности, газета Гардиан утверждает, что согласно проведённому ей расследованию, Израиль применял снаряды с белым фосфором в густонаселенных районах.
По данным организации Международная Амнистия, ЦАХАЛ обстреливал жилые кварталы снарядами с белым фосфором из высокоточных орудий. В результате обстрелов из высокоточных орудий погибли сотни палестинцев — гражданских лиц..

### Обвинения критиков Израиля в предвзятости
«Гардиан»
По данным британской организации «Honest reporting», ставящей своей целью сбалансированное освещение действий Израиля в СМИ (по её мнению зачастую имеющее антиизраильский уклон), и других источников, «Гардиан» известна своим постоянным «сдвигом» в сторону арабской точки зрения.
Human Rights Watch (HRW)
Израильская неправительственная организация NGO Monitor выпустила детальный отчет, посвященный деятельности HRW, относящейся к Арабо-Израильскому конфликту, в период с 2002 по 2009 годы. По результатам анализа, NGO Monitor обвиняет HRW в применении двойных стандартов, необоснованных обвинениях и демонизации Израиля, снисходительности к его противникам.
В отчете приведены данные о давней анти-израильской направленности персонала ближневосточного отдела HRW (Joe Stork, Sarah Leah Whitson, Nadia Barhoum и др.)
19 октября 2009 года почетный председатель Хьюман Райтс Вотч Роберт Бернштейн, основавший эту организацию и руководивший ею на протяжении 20 лет, выступил с публичной критикой в связи с позицией организации по арабо-израильскому конфликту. В открытом письме, опубликованном в Нью-Йорк Таймс, Роберт Бернштейн написал, что HRW критикует почти исключительно Израиль, забыв о разнице между открытыми и закрытыми обществами. Бернштейн подчёркивает, что HRW не замечает того факта, что «Израиль подвергается постоянным нападениям со стороны ХАМАС и „Хезболлы“ — организаций, охотящихся за гражданами Израиля и использующих свой народ в качестве живого щита. Эти группировки пользуются поддержкой иранского правительства, которое открыто заявляет о своем намерении не только уничтожить Израиль, но и убивать повсеместно евреев».
См. также Критика HRW (англ. )
Amnesty International (Международная амнистия)
См. также: Критика Amnesty International (англ. )

### Обвинения в адрес ХАМАСА
(см.также отчет израильского «Информационного Центра по разведке и терроризму»)

#### Целенаправленные обстрелы гражданских объектов
Международная правозащитная организация Human Rights Watch 28 января 2010 года заявила, что Хамас обстреливал ракетами израильские гражданские объекты. Утверждения Хамас, что исламисты атаковали только военные цели, а мирные жители страдали случайно, отвергнуты правозащитниками как несоответствие действительности.
Согласно проведенному медицинскому исследованию, в результате обстрела из Сектора Газа, на находившейся под ударом территории Израиля вдвое выросло число преждевременных родов.

#### Использование гражданского населения в качестве «живых щитов»
Организация «Бецелем» в своем выступлении говорит об использовании ХАМАСом гражданского населения в качестве «живых щитов» и осуждает комиссию ООН за невнимание к данному вопросу.

#### Использование машин скорой помощи в военных целях
Австралийская газета The Sydney Morning Herald отмечает, что во время операции «Литой свинец» угрозу для работы медиков представлял ХАМАС, который постоянно пытался использовать скорую помощь для переброски своих людей в зону боевых действий и эвакуации боевиков.
19 мая 2009 года официальный сайт Палестинской автономии сообщил, что 46 автомобилей скорой помощи, поставленных арабскими странами как гуманитарный груз, были изъяты Хамас, перекрашены в чёрный цвет и приспособлены для перевозки политических заключенных.

#### Массовые расстрелы членов оппозиционной партии ФАТХ
Организация ФАТХ утверждает, что во время операции «Литой свинец» ХАМАСом были осуществлены массовые расстрелы сторонников ФАТХа. В результате массовых расстрелов погибло более 80 человек, которые якобы «выражали радость, приветствуя израильское вторжение».
Согласно утверждениям ФАТХ, лидеры ХАМАСа, опасаясь, что «Фатх» ударит в спину, обязали сторонников этой организации в секторе Газа находиться под домашним арестом и не выходить на улицу. Нарушителей жестоко избивают, стреляют им в руки и ноги, заключают в тюрьму или расстреливают. Некоторых ликвидировали просто на всякий случай, особенно в первые дни израильской операции.
Многие источники полагают, что эти погибшие были включены палестинским министерством здравоохранения в число жертв Израильской армии

## Обвинения группировки ХАМАС со стороны ЦАХАЛа
Израильская армия утверждает, что случаи хранения оружия в школах были зафиксированы до проведения операции «Литой свинец». По её сведению 22 мая 2008 года в одной из школ нашли противотанковую ракету. Имеется несколько свидетелей, которые утверждают, что здоровые боевики Хамас использовали машины скорой помощи и медицинские учреждения для укрытия и эвакуации.

## Обвинения армии внутри Израиля

### «Разговор бойцов»
В феврале 2009 по инициативе Дани Замира — руководителя курса по подготовке к службе в армии им. Ицхака Рабина, проводящегося в академическом колледже Ораним в Тивоне состоялся «Разговор бойцов» — обсуждение операции «Литой свинец».
По данным газеты «Хаарец», десятки выпускников курса, принявших участие в состоявшейся 13-го февраля в дискуссии, воевали в Газе во время операции «Литой свинец». Некоторые из них утверждали, что израильские солдаты убивали палестинских гражданских лиц и намеренно уничтожали их собственность. В частности один из бойцов утверждал, что израильский снайпер убил женщину и детей, а другой — что была убита пожилая женщина.
В середине марта 2009, 10 канал телевидения показал документальный фильм, включающий инструктаж по безопасности, проведённый одним ротным командиром накануне вторжения в Газу.

Мы идем на войну, — сказал он своим солдатам, — Мы не просто выполняем рутинную работу по обеспечению безопасности, или что-нибудь в этом роде. Я хочу, чтобы вы были агрессивны. Если есть кто-то подозрительный на верхнем этаже здания — мы обстреляем здание артиллерийским огнём. Если само здание покажется подозрительным — мы сравняем его с землей

Один из офицеров, комментируя эту информацию сказал:

Дело здесь не только в этике, но и в профессионализме. Свидетельства солдат говорят о том, что они испытывали трудности на профессиональном уровне, воюя на такой сложной территории. Это значит, что мы просто не умеем этого как следует делать.

В расшифровке «разговора солдат» некоторые бойцы говорили, что им было трудно понять приказ привести дом, в котором они ночевали, в полный порядок, не пользоваться вещами палестинцев (вплоть до того, что запрещалось сидеть на диванах) и перед уходом мыть пол в доме «политического активиста ХАМАСа, который сейчас выстрелил Катюшу по твоим соседям и оторвал им ногу».
Параллельно с этим многие солдаты срочной службы и резервисты выступили в СМИ с опровержениями и заявлениями, что свидетельства выпускников Ораним либо ложь, либо отдельные исключения из правил, совершенно не представляющие картину в целом и порочащие армию. По инициативе солдат был создан интернет-сайт со свидетельствами об операции в Газе, противоречащие версии Д.Замира (Хаарец).
Командование бригады, в которой служит один из командиров отделений, участвовавших в разговоре, заявило, что после первичного выяснения установлено, что он сам не видел то, о чём говорил, а передавал услышанное через третьи руки.
«Версия Замира» была подвергнута критике и в ряде публикаций в СМИ.
Х.Кейнон, в частности, считает, что политические взгляды руководителя курса Д.Замира, повлияли на ход и результаты обсуждения:
 Имя Замира можно найти в книге 'Refusnik' (2004)… Книга, удостоенная похвалы не менее, чем Ноама Хомского, содержит раздел, написанный Замиром, представленного в книге как офицер-резервист из киббуца, который был осужден на 28 дней за отказ служить в Наблусе (Шхем) и ныне возглавляет «Курс Киббуцного движения по подготовке молодежи к армии».

… это то, что Замир писал в 1990 и повторил в 2004.

«Удивительное» совпадение : свидетельства солдат, которые он вынес публичное обсуждение, вполне соответствуют [этим] его тезисам. 
Расследование, проведённое ЦАХАЛем, утверждает, что оба случая предполагаемого убийства гражданских лиц, о которых шла речь, основаны на ложной информации и те, кто рассказывал о них, ничего сами не видели, а лишь слышали неверно понятые разговоры.
Источник в министерстве обороны сказал корреспонденту «Джерузалем Пост», что … «Все утверждения основаны на слухах. В инциденте со стрельбой по матери с детьми, на самом деле, стрелок сделал предупредительный выстрел, чтобы они поняли, что входят в запретную зону. Выстрел был сделан даже не в их направлении…

Второе утверждение об убийстве гражданских лиц также было ложным…

„К сожалению, из-за конкуренции некоторые газеты подхватили эту историю. Стыд и позор, что пресса подхватила эту утку“, — сказал источник. Ущерб, нанесенный имиджу Израиля во всем мире из-за этих публикаций, непоправим, даже если будут опубликованы результаты работы следственной комиссии.

„Позор, что пресса допустила распространение палестинской манипуляции, — сказал источник. — Посмотрите на утверждения, что мы убили в школе ООН в Газе 48 мирных граждан. На самом деле, было убито всего семь человек, и из них четверо или пятеро — террористы. ООН извинилась, но ущерб уже был нанесен“.
В конце марта Главный военный прокурор Израиля Авихай Мандельблит распорядился прекратить расследование по поводу незаконных действий, якобы, совершенных военнослужащими ЦАХАЛа во время операции „Литой свинец“ в секторе Газа.

„Военная прокуратура пришла к заключению, что упомянутые правонарушения не происходили“

По результатам скандала, 65 резервистов, принявших участие в операции ЦАХАЛа „Литой свинец“ в секторе Газа, поставили свои подписи под письмом, в котором они требуют от юридического советника правительства Мени Мазуза начать уголовное расследование против газеты „Гаарец“ по подозрению в клевете.

### Обвинения организации „Breaking the silence“
Израильская общественная организация „Breaking the Silence“ („Шоврим Штика“)» в своем отчете в июле 2009 года (выпущенном в том числе, за счёт посольства Нидерландов) обвиняет Армию обороны Израиля (по анонимным свидетельствам не названных израильских солдат) в использовании палестинцев в качестве «живого щита», целенаправленном и необоснованном с военной точки зрения разрушение палестинских домов, тактике ведения боя, приводившей к многочисленным гражданским жертвам, применении белого фосфора. Описаны также случаи вандализма и порчи имущества в занятых израильскими солдатами палестинских домах.
МИД Израиля следующим образом отреагировал на этот отчет:
"Как и в случае свидетельств, сделанных выпускниками курса по подготовке к службе в армии им. Ицхака Рабина несколько месяцев назад, значительная часть этих свидетельств основывается на слухах.

Аналогичной была реакция командира «Голани» А. Пеледа и Министра обороны Э. Барака. Барак заявил, что Армия обороны Израиля придерживается самых высоких моральных стандартов и действует в соответствии с жёстким этическим кодексом. Представители армии указывают, что все обвинения «Шоврим Штика» анонимны и не содержат конкретных данных, позволяющих провести расследование. Глава армейской пресс-службы Ави Бнаяху призвал солдат, располагающих сведениями о преступлениях высказываться открыто и конкретно."Публичные обсуждения действия армии неуместны….вся критика, информация и недовольства командированием должны направляться мне" заявил Барак.

#### Комиссия Кнессета
Деятельность подобных израильских организаций многие в Израиле считают угрожающей безопасности государства. В январе 2011 года Кнессет принял решение о создании парламентской комиссии для расследования источников финансирования таких организаций, как Бецелем, «Махсом Уотч», «Шоврим Штика» и других.

### Расследования Израильской военной прокуратуры
В марте 2009 года военная полиция арестовала двух солдат бригады «Гивати» по подозрению в мародерстве во время операции «Литой свинец». Один солдат «Цахала» признался в краже кредитной карточки у палестинца во время проведения операции «Литой свинец» в Газе, и теперь ему грозит до 10-ти лет тюрьмы. Второй арестованный по этому делу солдат отпущен из-под ареста.
Всего израильская военная прокуратура расследует 14 уголовных преступлений, совершённых военнослужащими во время операции. По мнению израильских военных источников военная прокуратура вполне справляется со своей работой, расследуя более 100 конкретных жалоб, поступивших как от солдат, так и от жителей Газы.
В июне 2010 года военная прокуратура Израиля предъявила обвинение в отношении старшего сержанта израильской армии, который, согласно собранной доказательной базе убил невооружённого палестинца. Согласно пресс-релизу израильской военной прокуратуры: «Решение основывается на полученных свидетельствах того, что солдат, выполнявший функции снайпера, намеренно, без приказа и не имея на то полномочий открыл огонь по человеку, шедшему в группе под белым флагом». Солдат был обвинён военной прокуратурой в непреднамеренном убийстве. Согласно палестинским свидетельствам, в ходе этого инцидента погибло две палестинские женщины.

## Осужденные израильские солдаты
Двое солдат из бригады Гивати 3 октября 2010 года были признаны израильским военным судом виновными в превышении служебных полномочий, создании опасности для жизни и в недостойном поведении. Суд установил, что во время операции «Литой свинец» они приказали палестинскому ребёнку открывать сумки, обнаруженные ими в одном из кварталов Газы, в которых, как они предполагали могла находиться взрывчатка. После того, как ребёнок открыв несколько сумок, сказал, что он боится, солдаты расстреляли сумки из автоматов. Родственники осужденных явились в зал суда в майках с надписью «Мы все жертвы Голдстона».